# Castelo de Bettendorf

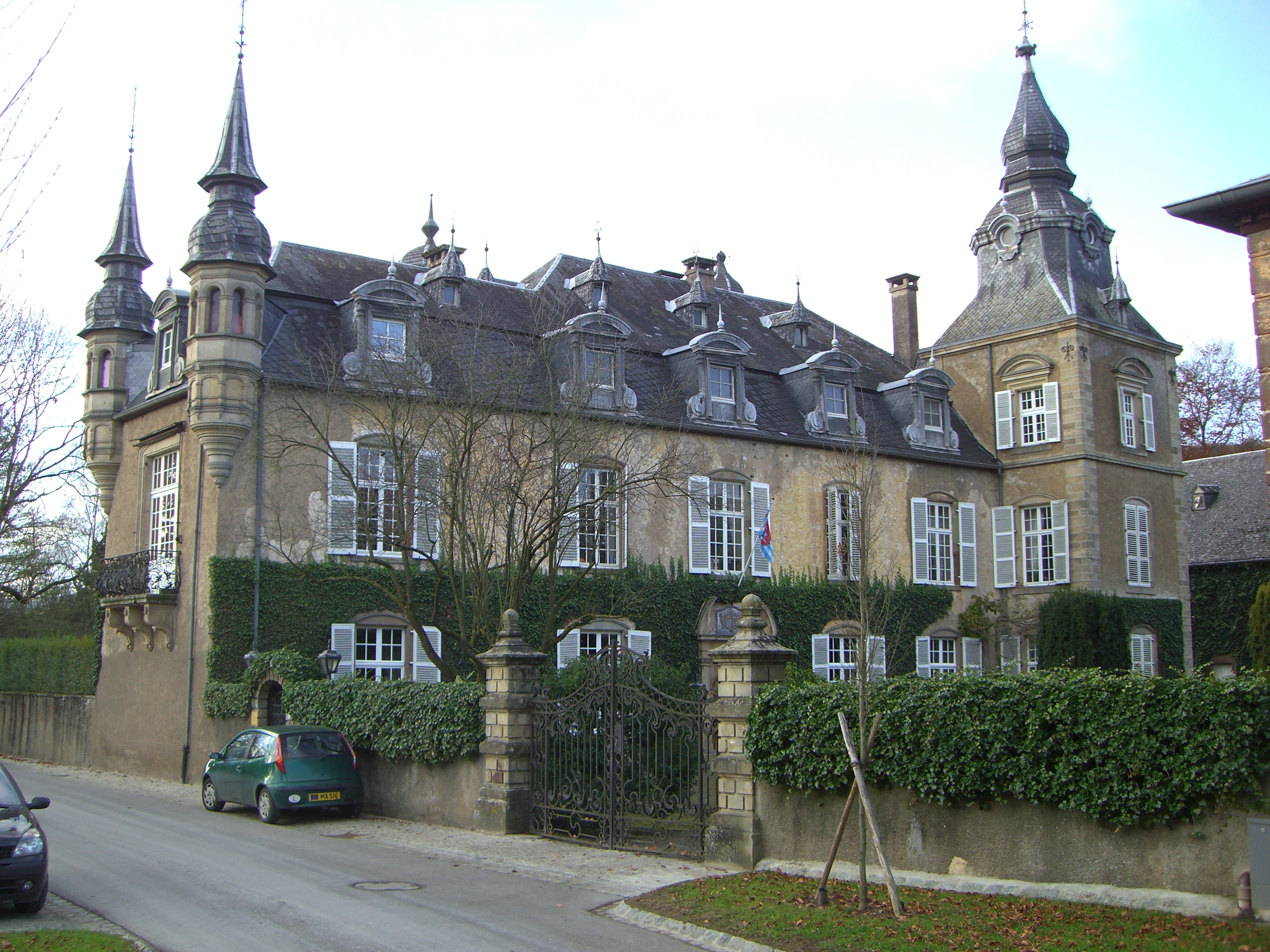
Castelo de Bettendorf

O Castelo Bettendorf (em francês:  Château de Bettendorf) está localizado na aldeia de Bettendorf, no leste do Luxemburgo. Embora pareça ter existido no local um castelo do século XIII, a construção barroca de hoje data de 1728 e foi restaurada em 1962. O castelo é propriedade privada e não pode ser visitado.